# NGC 5938
NGC 5938 este o galaxie spirală situată în constelația Triunghiul Austral. A fost descoperită în 9 iunie 1836 de către John Herschel.